# Dixophlebia
Dixophlebia este un gen de insecte lepidoptere din familia Arctiidae.

Cladograma conform Catalogue of Life:
| Dixophlebia | \| \| Dixophlebia holophaea \| \| \| \| \| \| Dixophlebia quadristrigata \| \| \| \| |
|             | \| \| Dixophlebia holophaea \| \| \| \| \| \| Dixophlebia quadristrigata \| \| \| \| |
|             | Dixophlebia holophaea                                                                |
|             |                                                                                      |
|             | Dixophlebia quadristrigata                                                           |
|             |                                                                                      |